# Alternative Future
Alternative Future – trzeci minialbum zespołu Anathema. Został wydany w 1998 roku wyłącznie w celach promocyjnych.

## Lista utworów
1. "Fragile Dreams" – 5:32
2. "Empty" – 3:00
3. "Alternative 4" – 6:18

## Twórcy
- Vincent Cavanagh – śpiew, gitara
- Duncan Patterson – gitara basowa
- Daniel Cavanagh – gitara, instrumenty klawiszowe
- Shaun Steels – perkusja
- George Ricci – skrzypce
- Andy Duncan – partie perkusji w "Empty"